# Bischof (Einheit)
Bischof war ein deutsches Papierformat. Bis zur Einführung der DIN-Formate um 1922 war es im Gebrauch.
Die Kur-Märkische Kammer legte das Format am 14. Oktober 1765 fest. Die Maße waren ursprünglich mit Fuß und Zoll deklariert (Klammerwerte).
Ein Bischof entsprach einem Bogen Papier mit den Abmessungen von 38 Zentimeter (1 Fuß 2 Zoll) mal 48 Zentimeter (1 Fuß 4 ¾ Zoll). Das Ries wog etwa 12 ¾ Pfund mit Emballage.
Weitere Formate waren z. B. Konzept-Papier (2 Formate), Adler-Herren-Papier und Relationspapier.